# کریسمس و سرما
کریسمس و سرما (انگلیسی: Christmas & Chill) دومین آلبوم چندآهنگه کریسمسی از خواننده آمریکایی آریانا گرانده است که در ۱۸ دسامبر ۲۰۱۵ به عنوان دنباله اولین ای‌پی خود بوسه کریسمس توسط ریپابلیک رکوردز منتشر شد. این ای‌پی شامل شش قطعه اصلی کریسمس است که عمدتاً توسط گرانده و نویسندگان دیگر ساخته و تهیه شده‌اند و اکثر آنها صدا و سبک موسیقی آراندبی دارند. گرانده تهیه آلبوم را به‌عنوان «مجموعه کار مورد علاقه خود» نامید.
این آلبوم نقدهای مطلوبی از منتقدان موسیقی دریافت کرد و به رتبه ۳۴ در بیلبورد ۲۰۰ و رتبه ۳ آلبوم‌های تعطیلات بیلبورد در ایالات متحده قرار گرفت. ای‌پی در اولین هفته انتشار در ایالات متحده ۳۵٬۰۰۰ نسخه و بیش از ۱۸۰٬۰۰۰ نسخه در سراسر جهان فروخته‌است.
ای‌پی در اصل فقط به صورت بارگیری دیجیتالی در دسترس بود و در ۱۸ ژانویه ۲۰۱۶ با پوشش هنری جدید در نسخه سی‌دی برای ژاپن منتشر شد. این ای‌پی در سال ۲۰۱۹ با یک قطعه پنهان با عنوان «سانتا به من بگو» در نسخه وینیل منتشر شد و نقدهای مثبتی را به دست آورد.

## فهرست قطعه
| شماره      | نام                    | مدت   |
| ---------- | ---------------------- | ----- |
| ۱.         | «معرفی»                | ۱:۰۵  |
| ۲.         | «بذله گویی این کریسمس» | ۲:۴۱  |
| ۳.         | «دسامبر»               | ۱:۵۶  |
| ۴.         | «نه فقط در کریسمس»     | ۲:۰۲  |
| ۵.         | «عشق حقیقی»            | ۲:۴۶  |
| ۶.         | «چیزهای زمستانی»       | ۲:۳۸  |
| مجموع مدت: | مجموع مدت:             | ۱۳:۰۸ |

| قطعه جایزه سی‌دی نسخه ژاپنی | قطعه جایزه سی‌دی نسخه ژاپنی                             | قطعه جایزه سی‌دی نسخه ژاپنی |
| شماره                      | نام                                                    | مدت                        |
| -------------------------- | ------------------------------------------------------ | -------------------------- |
| ۷.                         | «علاقه‌مند به تو» (ریمیکس الکس قنیا (با همراهی مک میلر) | ۴:۱۰                       |
| مجموع مدت:                 | مجموع مدت:                                             | ۱۷:۱۸                      |

| قطعه پنهان نسخه ال‌پی | قطعه پنهان نسخه ال‌پی | قطعه پنهان نسخه ال‌پی |
| شماره                | نام                  | مدت                  |
| -------------------- | -------------------- | -------------------- |
| ۷.                   | «سانتا به من بگو»    | ۳:۲۴                 |
| مجموع مدت:           | مجموع مدت:           | ۱۶:۳۲                |

- ^  نشان‌دهنده ریمیکسر

## جدول‌ها
| جدول (۲۰۱۵–۱۸)                      | اوج موقعیت |
| ----------------------------------- | ---------- |
| آلبوم‌های استرالیایی (ای‌آرآی‌ای)      | ۴۹         |
| آلبوم‌های کانادایی (بیلبورد)         | ۴۳         |
| آلبوم‌های سوئدی (برترین‌های سوئد)     | ۳۰         |
| بیلبورد ۲۰۰ ایالات متحده            | ۳۴         |
| ایالات متحده جدول بیلبورد (بیلبورد) | ۳          |